# 麥克沙恩 (阿拉巴馬州)
麥克沙恩（英語：McShan）是一個位於美國阿拉巴馬州皮肯斯縣的非建制地區。該地的面積和人口皆未知。

## 地理
麥克沙恩的座標為33°22′46″N 88°08′34″W / 33.37944°N 88.14278°W，而該地的平均海拔高度為87米（即285英尺）。